# Kofürst von Andorra
Als Kofürst von Andorra, katalanisch Copríncep (französisch Coprince), werden der Bischof von Urgell sowie der französische Staatspräsident in ihrer Funktion als kollektives Staatsoberhaupt des Fürstentums Andorra bezeichnet. Es ist eine besondere Form der Doppelherrschaft.
- Der Bischof von Urgell ist der Copríncep episcopal del Principat d’Andorra (bischöflicher Kofürst),
- der französische Präsident ist der Copríncep laic del Principat d’Andorra (weltlicher Kofürst).[1]

Die Kompetenzen der Kofürsten umfassen die oberste Instanz in Bestätigung internationaler Verträge mit dem Königreich Spanien und der Französischen Republik, innere Sicherheit, Landesverteidigung, territoriale Angelegenheiten, diplomatische Vertretung sowie Zusammenarbeit in Justiz und Strafwesen.
Die besondere Konstruktion des politischen Systems Andorras geht auf die Pareatges zurück – zwei Schiedssprüche aus 1278 und 1288, mit denen die gemeinsame Herrschaft des französischen Grafen von Foix und des spanischen Bischofs von Urgell begründet wurde. Die Rechte des Grafen von Foix gingen durch Erbschaft 1479 auf das Haus Navarra über und schließlich mit der Thronbesteigung Heinrichs IV. auf die französische Krone. 
Abgesehen von einer Unterbrechung im Zuge der Französischen Revolution besitzt das Staatsoberhaupt von Frankreich seit diesem Zeitpunkt den Titel und die Privilegien eines Kofürsten von Andorra; die Rechte der Krone gingen auf das Präsidentenamt über.
In ihrer Abwesenheit ernennen die Kofürsten je einen persönlichen Vertreter (representant personal), der heute meist alle Aufgaben wahrnimmt, die nicht zwingend die Person des Kofürsten selbst erfordern. Am 25. August 1973 trafen sich in der französischen Stadt Cahors der Bischof von Urgell, Joan Martí Alanís, und der französische Staatspräsident, Georges Pompidou; seit 1278 war dies die erste Zusammenkunft andorranischer Kofürsten.